# Klingenberg am Main

Klingenberg am Main

Klingenberg am Main (amtlich: Klingenberg a.Main) ist eine Kleinstadt im unterfränkischen Landkreis Miltenberg in Bayern. Klingenberg gehört zur Region Bayerischer Untermain.

## Geografie

### Geographische Lage
Die Stadt liegt am Untermain unmittelbar an der Grenze zu Hessen und besteht aus dem alten Ort Klingenberg sowie den beiden 1976 eingemeindeten Stadtteilen Trennfurt und Röllfeld. Röllfeld und Klingenberg liegen rechtsmainisch am Fuße des Spessarts, während auf der westlichen Mainseite und genau Klingenberg gegenüber Trennfurt geografisch zum Odenwald gehört.
Auffällig sind der Hohberg (Richtung Erlenbach) und der Schlossberg (Richtung Großheubach), zwei Weinberge oberhalb des Stadtteils Klingenberg mit terrassenförmigen Steillagen, an denen unter anderem der bekannte Klingenberger Rotwein angebaut wird, vorwiegend Spätburgunder und Portugieser.
Klingenberg liegt 12 km von der Kreisstadt Miltenberg, 28 km vom Oberzentrum Aschaffenburg und 67 km von Frankfurt am Main entfernt und gehört – wie der gesamte bayerische Untermain – zum Rhein-Main-Gebiet.
Der topographisch höchste Punkt der Stadt befindet sich mit 385 m ü. NHN am Lausberg südwestlich von Trennfurt, der niedrigste liegt im Main auf 116,5 m ü. NHN.

### Stadtgliederung
Klingenberg hat drei Stadtteile:
- Klingenberg am Main
- Röllfeld
- Trennfurt

### Nachbargemeinden
| Stadt Wörth am Main | Stadt Erlenbach am Main                     | Markt Mönchberg   |
| Gemeinde Lützelbach | Kompassrose, die auf Nachbargemeinden zeigt | Gemeinde Röllbach |
| Stadt Michelstadt   | Gemeinde Laudenbach                         | Markt Großheubach |

Nachbargemeinden sind im Norden die Städte Erlenbach (auf der Klingenberger Mainseite) und Wörth (auf der Trennfurter Mainseite), im Osten die Spessartgemeinden Mönchberg und Röllbach, im Süden Großheubach (auf der Klingenberger Mainseite) und Laudenbach (auf der Trennfurter Mainseite) sowie im Westen die hessische Odenwaldgemeinde Lützelbach, die jedoch nur über Wörth zu erreichen ist, und die Stadt Michelstadt (Stadtteil Vielbrunn, Weiler Brunnthal).

### Geologie
Die Stadt liegt im Naturpark Spessart und ist vom roten Mittleren Buntsandstein geprägt. Dieses Gestein ist besonders gut in den Weinbergen und der östlich von Klingenberg befindlichen Seltenbachschlucht zu erkennen. Die verschiedenfarbigen Sandsteine sind dort teilweise schräg geschichtet, je nach Fließrichtung des Wassers zur Ablagerungszeit des Gesteins.
Die Seltenbachschlucht ist in die Liste der 100 schönsten Geotope Bayerns aufgenommen worden. Sie entstand im Pleistozän, als sich die Nebenbäche des Mains stark in die Landschaft einschnitten. Die durch Verwitterung freigelegten Schichten zeigen 250 Millionen Jahre Erdgeschichte. Oberhalb der Schlucht lagert besonders reiner und begehrter Ton, der bis vor wenigen Jahren bergmännisch abgebaut wurde.

## Name

### Etymologie
Ihren ursprünglichen Namen Clingenburg hat die Stadt Klingenberg am Main von der oberhalb des Ortes liegenden Clingenburg. Der Zusatz am Main unterscheidet sie von weiteren gleichnamigen Orten.

### Frühere Schreibweisen
Frühere Schreibweisen des Ortes aus diversen historischen Karten und Urkunden:
| - 1100 Clingenburg - 1108 Clingenburch - 1241 Clingenberg | - 1594 Klingenberg - 1675 Klingenberg am Meyn - 1888 Klingenberg a. Main |

## Geschichte

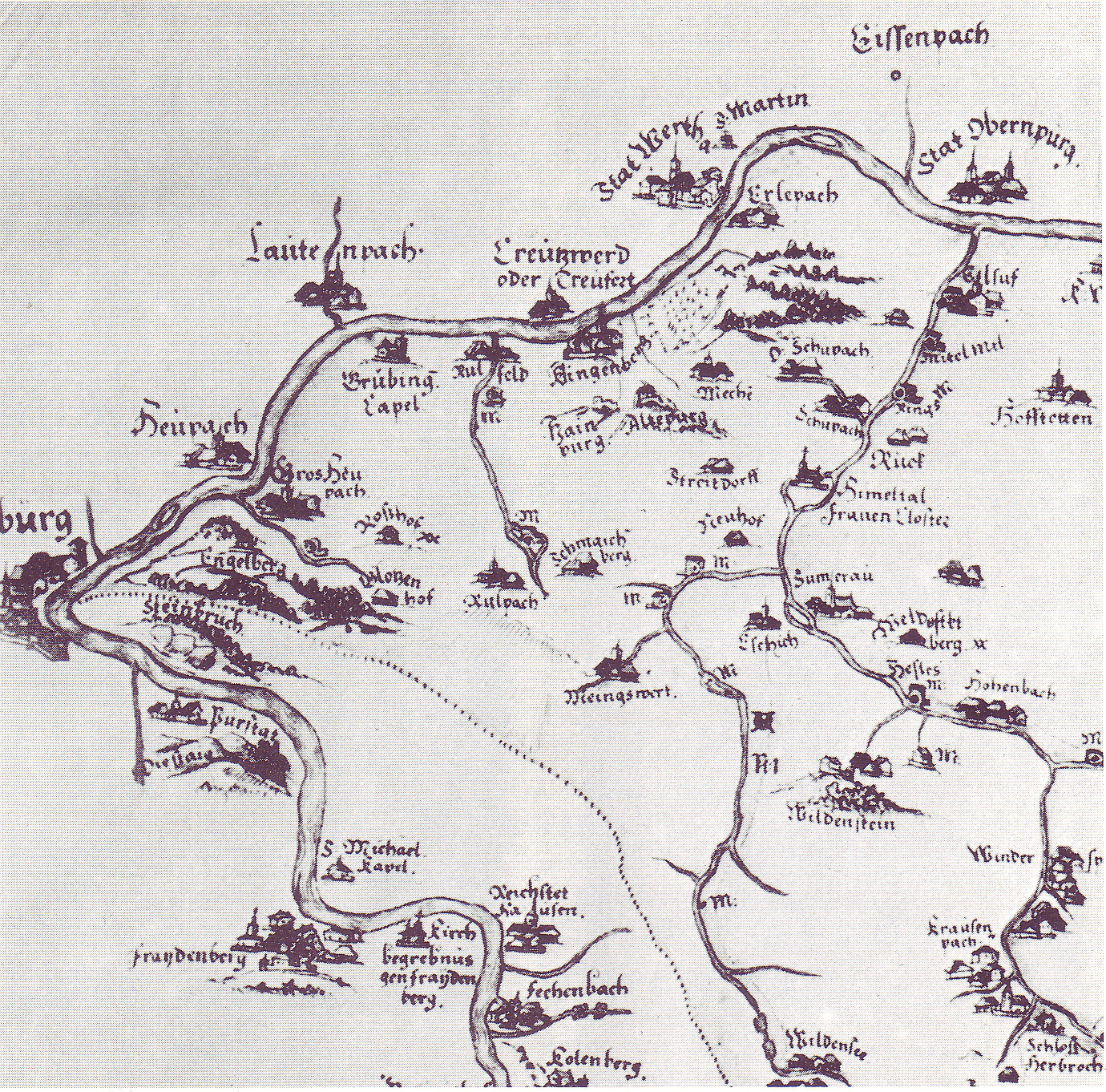
Klingenberg, Röllfeld und Trennfurt in der Spessartkarte von Paul Pfinzing von 1594 (Norden ist rechts)

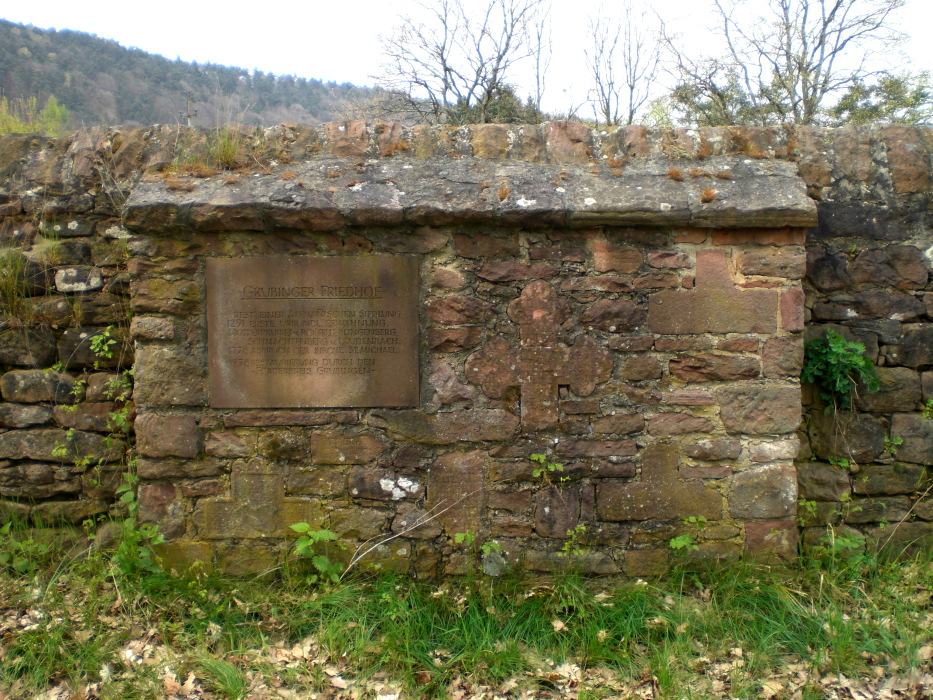
Gedenkstein in der Westmauer des Grubinger Friedhofes (Kirchhof)

### Urgeschichte
Im 2. Jahrhundert nach Christus errichteten die Römer den Limes. Im gegenüber liegenden Trennfurt bestand damals ein Kastell. Ein römischer Weihestein in der Trennfurter Kirche gehört zu den ältesten Zeugnisse der Klingenberger Geschichte.

### Mittelalter
Ein frühmittelalterlicher Ringwall und der wahrscheinlich auf die alemannische Zeit zurückgehende Kirchhof der ehemaligen romanischen Kirche St. Michaelis in Grubingen an der Straße nach Großheubach sind weitere frühe Zeugnisse Klingenberger Geschichte.
Während der Zeit der Stammesherzogtümer gehörte der Ort zum Herzogtum Franken.
1100 nennt sich ein Edler namens Heinrich nach der alten Clingenburg. Er gehörte dem Adelsgeschlecht der Reginbodonen an. Die staufische Clingenburg wurde 1177 von Conradus Colbo erbaut, der als kaiserlicher Mundschenk zum engen Vertrautenkreis Barbarossas gehörte. Um 1250 zog die Familie derer von Bickenbach auf die Burg. In der Folgezeit hielten Mitglieder der Familie im Heiligen Römischen Reich zahlreiche einflussreiche Ämter und traten in der Reichspolitik auf. Die älteste erhaltene Erwähnung der Stadt Klingenberg, 1276, stammt aus dieser Zeit.
1387 erhielt Konrad der Ältere, Herr zu Bickenbach, vom Deutschordensmeister Siegfried von Venningen ein Höflein mit Wohnung, das der Deutsche Orden in Klingenberg besaß. 1388 verkauften die von Bickenbach ihr Viertel an der Burg und Stadt an den Burggrafen zu Miltenberg. In der Zeit des Aussterbens der Bickenbacher, am Ende des 15. Jahrhunderts, kamen Burg und Stadt Klingenberg als Pfand an die Grafen von Hanau-Lichtenberg, die damals im nicht weit entfernten Babenhausen residierten.

### Frühe Neuzeit

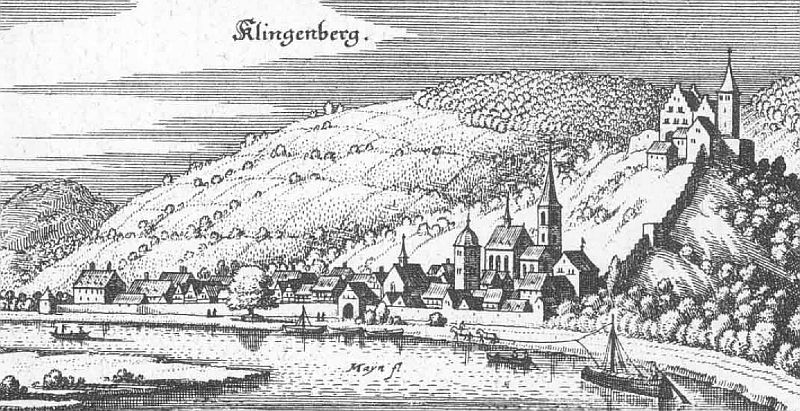
Klingenberg in der Topographia Hassiae von Matthäus Merian 1655

1504 kam es zu einem größer angelegten Gebietstausch zwischen den Grafen von Hanau-Lichtenberg und Kurmainz, bei dem Klingenberg an Mainz fiel. Das heutige Oberzentrum Aschaffenburg war bereits seit dem 10. Jahrhundert mainzisch und Zweitresidenz des Mainzer Kurfürsten. 1552 wurde die Klingenberger Altstadt wie zahlreiche andere Städte vom Ansbacher Markgrafen Albrecht Alcibiades im Markgräflerkrieg fast vollständig zerstört. In den darauf folgenden Jahrzehnten fand ein Wiederaufbau statt.

### Neueste Geschichte

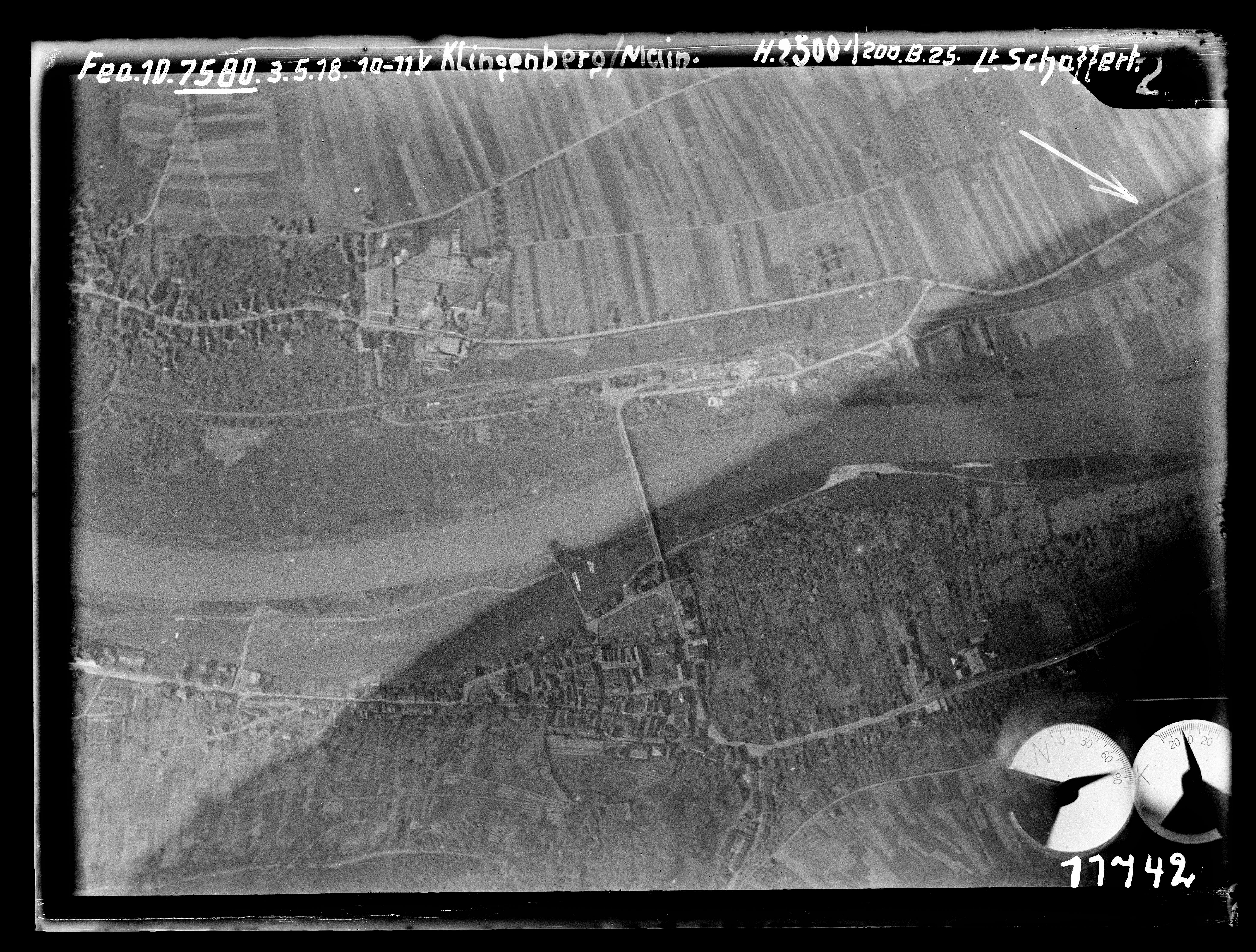
Luftbild von Klingenberg, Mai 1918

Nach dem Reichsdeputationshauptschlusses 1803 gehörte Klingenberg zunächst zum neugegründeten Fürstentum Aschaffenburg des Reichserzkanzlers Karl Theodor von Dalberg, das 1810 in dessen Großherzogtum Frankfurt eingegliedert wurde. Nach dem Wiener Kongress 1814 kam Klingenberg zusammen mit der gesamten Region Aschaffenburg/Miltenberg und dem Großherzogtum Würzburg (dem politischen Nachfolgestaat des Hochstifts Würzburg) an das Königreich Bayern.
Im 19. und Anfang 20. Jahrhundert brachte der Stadt Klingenberg das 1567 erstmals erwähnte Tonbergwerk großen Wohlstand. So wurden den Bürgern Ende des 19. Jahrhunderts die Steuern erlassen und ein Bürgergeld ausgezahlt, außerdem wurden unter anderem ein Aussichtsturm, eine Mainbrücke, eine Schule, ein neues Rathaus sowie zahlreiche elegante Bürgerhäuser gebaut (Wilhelmstraße, Ludwigstraße). Zudem erhielt Klingenberg als eine der ersten Gemeinden der Region schon 1897 ein unterirdisch verlegtes Stromnetz mit eigenem Elektrizitätswerk. Die Einwohnerzahl stieg schnell an.
1862 wurde das Bezirksamt Obernburg gebildet, zu dem auch Klingenberg gehörte. Wie überall im Deutschen Reich wurde 1939 die Bezeichnung „Landkreis“ eingeführt. Klingenberg war nun eine der 35 Gemeinden im Landkreis Obernburg am Main. Am Ende des Zweiten Weltkriegs fanden 1945 an der Wetterau-Main-Tauber-Stellung in Klingenberg Kämpfe zwischen deutschen Truppen und den vorrückenden Amerikanern statt. Die historische Bausubstanz der Stadt wurde davon aber kaum beeinträchtigt. Die Deutschen zogen sich schließlich zurück, sprengten jedoch zuvor die Mainbrücke zwischen Klingenberg und Trennfurt. Die Brücke konnte erst 1950 ersetzt werden.
Weltweit bekannt wurde Klingenberg 1976 durch den Tod von Anneliese Michel, die im Haus ihrer Eltern an extremer Unterernährung starb, nachdem in den Monaten vor ihrem Tod zwei katholische Priester insgesamt 67 Mal den großen Exorzismus an ihr vollzogen hatten.

### Eingemeindungen
Mit der Auflösung des Landkreises Obernburg kam Klingenberg am 1. Juli 1972 in den neu gebildeten Landkreis Miltenberg. Im Rahmen der Gemeindegebietsreform wurde Klingenberg am 1. Januar 1976 mit den bis dahin selbständigen Gemeinden Röllfeld und Trennfurt zur neuen Stadt Klingenberg vereinigt.

### Einwohnerentwicklung
Im Zeitraum 1988 bis 2018 stieg die Einwohnerzahl von 5987 auf 6160 um 173 Einwohner bzw. um 2,9 %. 2000 zählte die Stadt 6361 Einwohner.
Quelle: BayLfStat

## Politik

### Stadtrat
Der Stadtrat hat 20 Mitglieder.
Bei der Kommunalwahl am 15. März 2020 ergab sich im Stadtrat folgende Sitzverteilung:
- SPD: 2
- Grüne: 3
- FWT: 4
- FWKR: 2
- NMK: 4
- CSU: 5

### Bürgermeister
Zum Ersten Bürgermeister wurde am 15. März 2020 Ralf Reichwein (CSU) wiedergewählt; er ist seit 2. Oktober 2012 im Amt und erhielt zuletzt 60,3 Prozent der Stimmen.

### Europawahl
2019 waren 4329 Bürger wahlberechtigt; die Wahlbeteiligung lag bei 55,93 %. Die CSU errang 37,54 % der Wählerstimmen, die Grünen 18,81 %, die SPD 11,99 % und die AfD 8,99 %. Die Freien Wähler erreichten 5,62 %, Die Linke und die FDP bekamen jeweils weniger als 4 %.

### Städtepartnerschaft
Die Gemeinde hält seit 1980 eine Partnerschaft mit der französischen Weinbaugemeinde Saint-Laurent-d’Arce bei Bordeaux.

### Wappen
| Wappen Stadt Klingenberg am Main | Blasonierung: „In Silber über grünem Dreiberg ein sechsspeichiges rotes Rad.“ |
| Wappen Stadt Klingenberg am Main | Wappenbegründung: Das Wappen stammt aus dem 16. Jahrhundert und enthält das Mainzer Rad. Die drei grünen Berge stehen für Schloss- und Hohberg. Wappengeschichte: Klingenberg wird 1276 erstmals Stadt genannt. Burg und Stadt kamen 1505 endgültig und ganz in den Besitz des Erzstiftes Mainz und blieben dort bis zum Ende des Alten Reichs 1803. In Siegeln aus dem 16. Jahrhundert und in einer Wappenplastik von 1561 steht der für den Ortsnamen redende Berg, über dem das so genannte Mainzer Rad schwebt. Mit Reskript vom 30. April 1822 wurde das Wappen geändert. Nun stand in Blau ein unterhalbes Rad über grünem Dreiberg. In der Folgezeit wurde das Feld überwiegend silbern mit blauem Schildhaupt dargestellt. Hupp tingierte das Rad rot und ließ das Schildhaupt weg. Im Zuge der Gemeindegebietsreform, als sich die ehemals selbstständigen Gemeinden Röllfeld und Trennfurt sowie die Stadt Klingenberg 1976 zusammenschlossen, ging das Wappen von Klingenberg unter. Der Stadtrat beschloss, das Wappen in der Form anzunehmen, wie es in den Siegeln des 16. Jahrhunderts überliefert ist. Das ganze Mainzer Rad hatte auch die Gemeinde Trennfurt in ihrem Wappen geführt. Dieses Wappen wird seit dem 16. Jahrhundert geführt. |

## Sehenswürdigkeiten

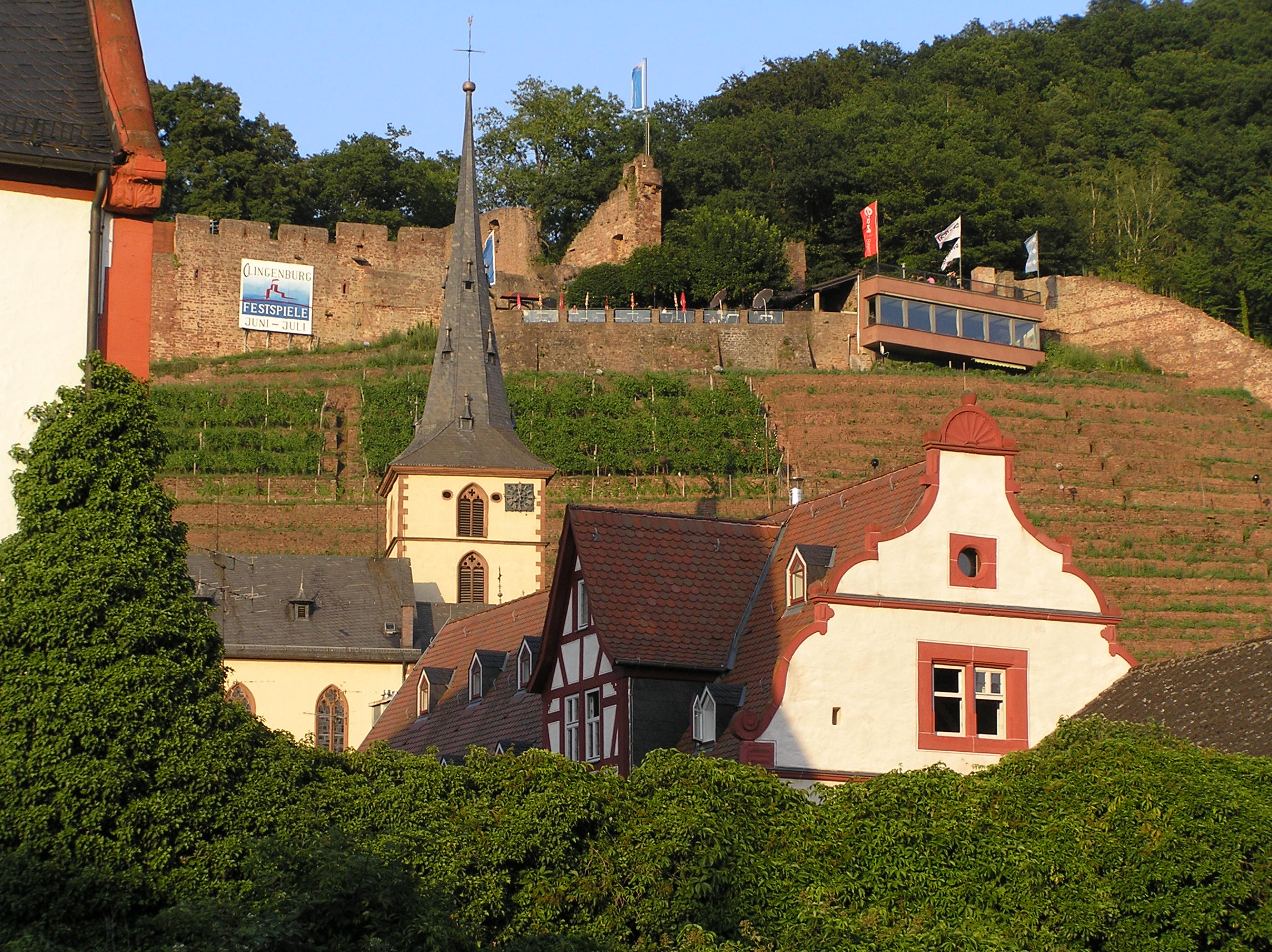
Weinberg und Clingenburg

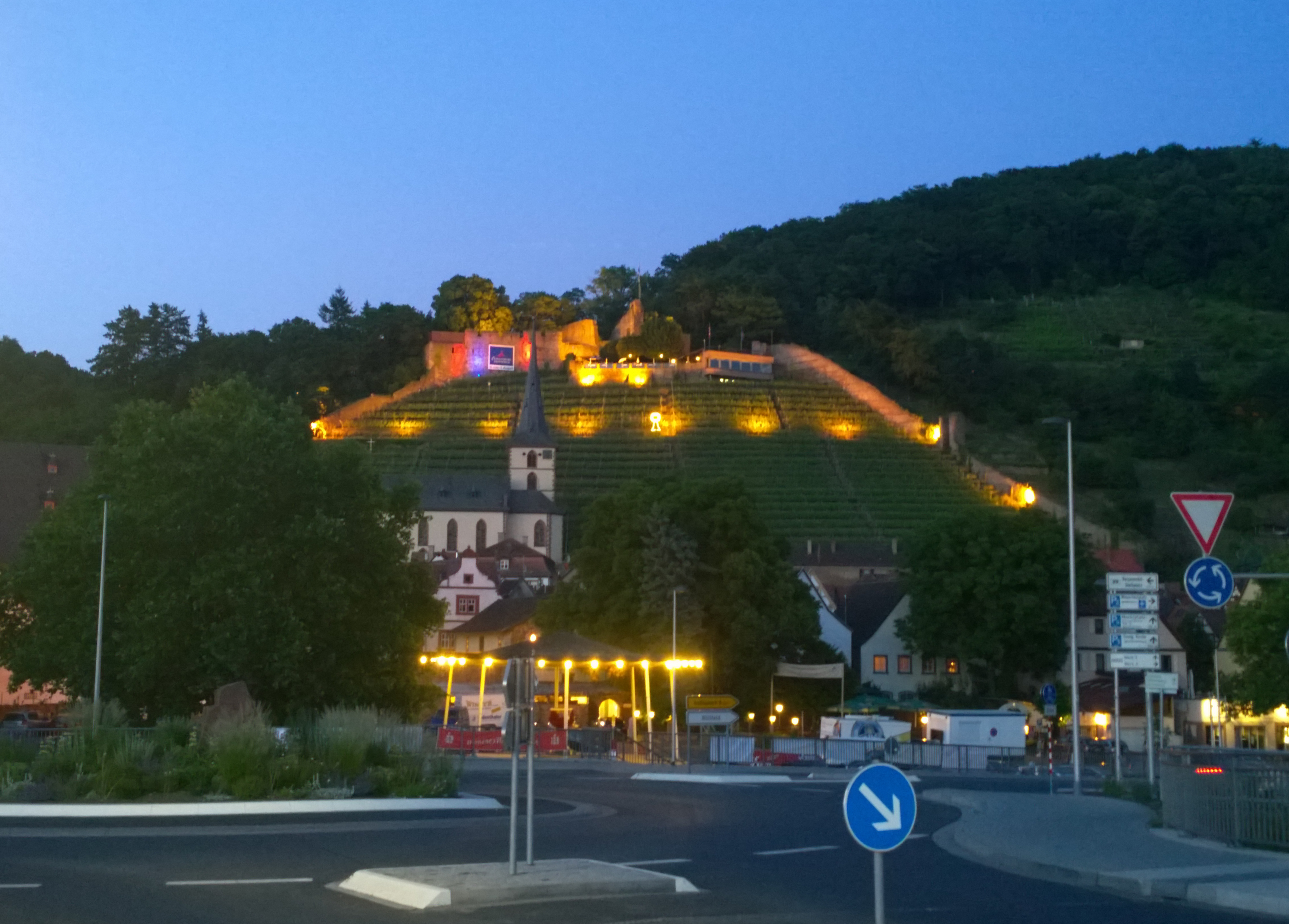
Blick auf Stadtschloss, Kirche, Weinberg und Clingenburg zur Abenddämmerung

Oberhalb der Klingenberger Altstadt und des Weinbergs liegt die mittelalterliche Clingenburg. Ab 1177 saßen hier die Herren von Clingenburg beziehungsweise ab 1250 die Bickenbacher, danach residierten die mainzischen Amtmänner in der Burg bis zur Mitte des 16. Jahrhunderts; anschließend verfiel sie. 1871 erwarb die Stadt die Burgruine. Im 20. Jahrhundert wurde die Burg touristisch erschlossen; so wurden etwa ein Restaurant sowie eine Aussichtsplattform angelegt, von der man einen guten Blick auf die Altstadt und das Maintal hat. Seit 1994 finden auf der Clingenburg die renommierten Clingenburg-Festspiele statt, die mit wechselnden Schauspielstücken und Musicals jedes Jahr überregional viele Besucher anziehen. 287 Stufen führen die Besucher auf dem Fußweg von der Altstadt aus nach oben.
Klingenberg hat eine malerische historische Altstadt mit zahlreichen Fachwerkgebäuden aus dem 16. Jahrhundert, insbesondere in der Hauptstraße, In der Altstadt, in der Kirchengasse und in der Lindenstraße.
- Im wohl schönsten Klingenberger Fachwerkhaus, dem Alten Rathaus aus dem Jahre 1561 mit Krüppelwalmdach und Mittelerker, sitzt nach der Restaurierung seit 2001 die Touristeninformation. Unter den großen Arkaden im Sockelgeschoss beherbergte es einst eine offene Markthalle. Als Rathaus genutzt wurde es bis 1885, danach war es bis 1934 Postamt.
- Ebenfalls in der Altstadt liegt das Klingenberger Stadtschloss, ein Renaissancebau von 1560, der von den Mainzischen Amtmännern der Familie Kottwitz von Aulenbach, ab 1693 von der Familie von Mairhofen bewohnt wurde (bis 1892). Es erfuhr seither verschiedene Nutzungen und befindet sich heute in Privatbesitz. Zum Schloss gehören der Schlosshof und das Torhaus mit großem Sandsteinportal, ebenfalls aus der Renaissance. Im Schlosshof gab es seit 1741 einen Rosengarten im französischen Stil mit Teehäuschen (1799). Dieser wurde 1981 von der Stadt Klingenberg neu angelegt; hier finden im Sommer Konzerte statt.
- Die Altstadt war früher von einer Stadtmauer mit drei Stadttoren umgeben, die jedoch teilweise der Entwicklung der Stadt zur Jahrhundertwende zum Opfer gefallen ist. Heute sind noch die Mauern zwischen Burg und Altstadt und ein Mauerabschnitt am Schlosshof erhalten, ebenfalls unversehrt ist das südliche der drei Stadttore, der Brunntorturm (Untergeschoss 12. oder 13., Rest 16. Jahrhundert) mit Arrestzellen im Obergeschoss und einem Zwiebelturm, eine Zutat aus dem 18. Jahrhundert.
- Die im Kern spätgotische Kirche St. Pankratius wurde 1467 als Neue Kapelle erbaut; der Kirchturm (Echterturm) stammt von 1617. Der Bau wurde 1892 umgestaltet und erweitert.
- Nördlich der Altstadt wurde 1965 die evangelische Trinitatiskirche nach einem Entwurf von Franz Gürtner – ein ungewöhnlicher Kirchenbau –  errichtet. In ihrer Gestaltung, wie dem dreiecksförmigen Grundriss, greift sie in vielfältiger Form die Symbolik der Dreifaltigkeit auf.[16] Von außen wird die kompakte Kirche von den mächtigen Dachflächen in ungewöhnlicher und markanter Form eines Faltdachs sowie von dem spitzen Turmhelm beherrscht.

## Museen

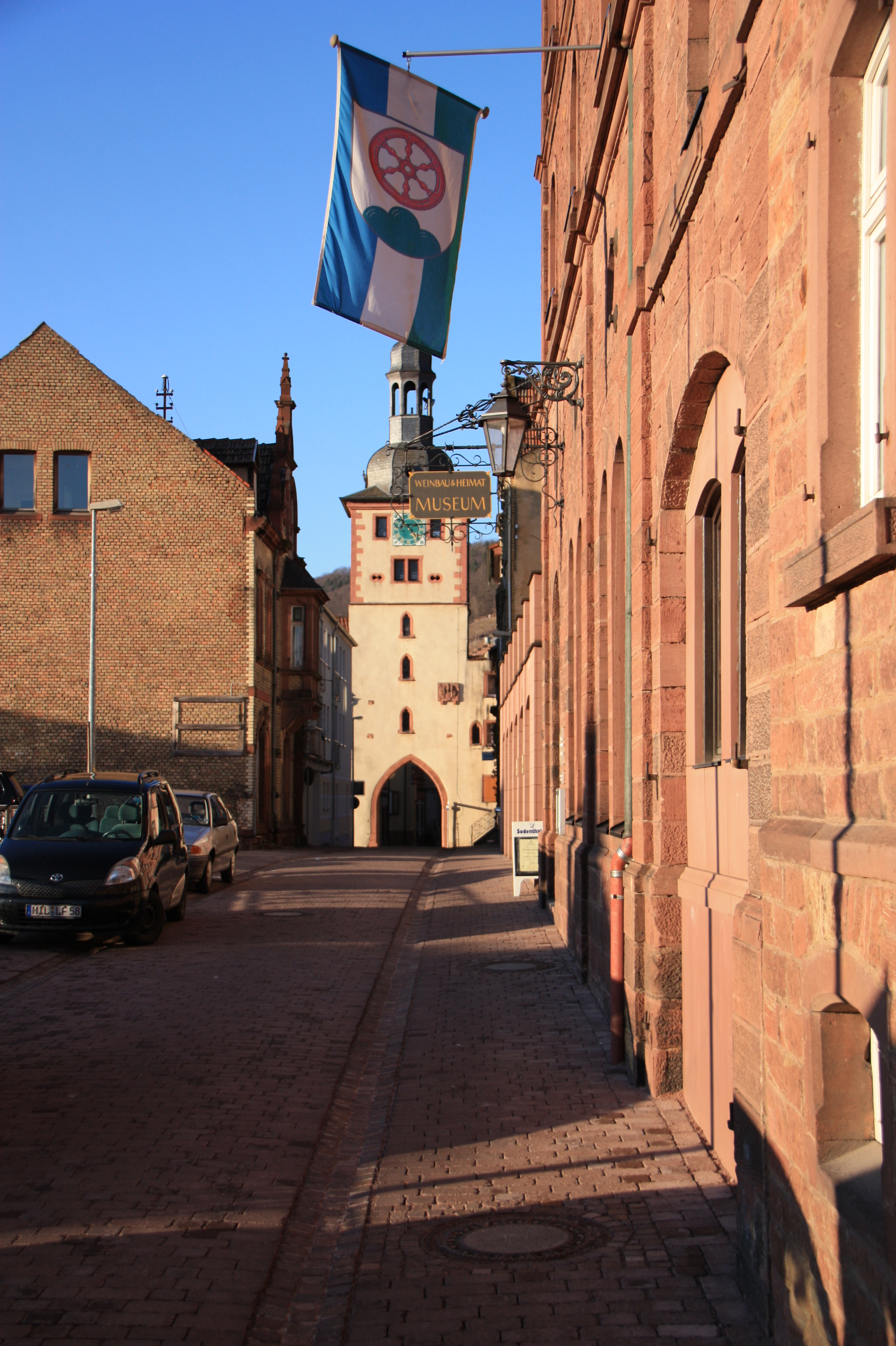
Weinbau- und Heimatmuseum und Brunntorturm

- Weinbau- und Heimatmuseum: Das 1984 eröffnete Museum dokumentiert den kompletten Ablauf der Weinerzeugung. Zu sehen sind dort die Gerätschaften der Weinherstellung, ein rekonstruierter Rebhang, eine Weinpresse von 1806, Küferei und Weinkeller, Fässer, Abfüllanlage, Gläser und Flaschen sowie eine rekonstruierte Häckerwirtschaft. In zwei Schaustollen und einer Sammlung aus Grubenlampen, Keramik, Uniformen und Dokumente wird die Geschichte des  Tonbergwerks Klingenberg dargestellt. Ein Raum im Erdgeschoss beherbergt die komplette Röllfelder Dorfschmiede mit Esse, Blasebalg, Ambos, zahlreichen Maschinen und Werkzeugen. Küferei und Wagnerei sind im anschließenden Keller zusammengefasst. Weitere Berufe wie Korbmacher, Gerber, Schneider, Waldarbeiter, Landwirte und Fischer werden im Rundgang vorgestellt. Das 3. Stockwerk thematisiert die Frauenrolle zu Beginn des 20. Jahrhunderts. Eine Webstube mit zwei alten Webstühlen, eine religiöse Nische mit Heiligenfiguren, Heiligenbildern und kirchlicher Kleinkunst, sowie eine alte Schulstube und eine Waschküche werden im Dachgeschoss präsentiert.[17]
- Teddymuseum: Das 1994 von Renate und Wolfgang König eröffnete Museum informierte über die Geschichte des Teddybären und über Teddybär-Comicfiguren wie beispielsweise Petzi, Winnie Puuh und Paddington. Das Museum zeigte Teddybären aller namhaften deutschen Hersteller und Exponate aus den Bereichen Werbung, Kunst und Kitsch u. a. Porzellanfiguren, Kakaokannen, Plakate und Schilde. In einer Werkstatt, die mit historischen Werkzeugen ausgerüstet war, wurde die Herstellung von Teddybären nach alten Schnittmuster und Arbeitstechniken vorgeführt.[18] Das Museum wurde Anfang 2008 geschlossen.

## Ringwall und Aussichtsturm
Im Jahr 1903 wurde im Wald auf dem Schlossberg innerhalb der frühmittelalterlichen Wallburg Alte Schanze in historisierendem Stil der Aussichtsturm errichtet mit einer Aussichtsplattform in 22 m Höhe, die heute von vielen Wanderern und Touristen aufgesucht wird. Mehrere Wanderwege durch den Wald und dazu der Sonnenweg, ein Panoramaweg von der Burg aus durch die Rebhänge, führen zu diesem Aussichtsturm mit Gaststätte.
Der Turm wurde gegen Ende des Zweiten Weltkrieges 1945 durch Artilleriebeschuss schwer beschädigt und musste 1998 wegen Baufälligkeit gesperrt werden; nach Restaurierung durch einen lokalen Förderverein kann er seit 2003 wieder bestiegen werden.
Die Aussicht reicht über den Main nach Röllfeld, Trennfurt, Erlenbach und Wörth am Main.

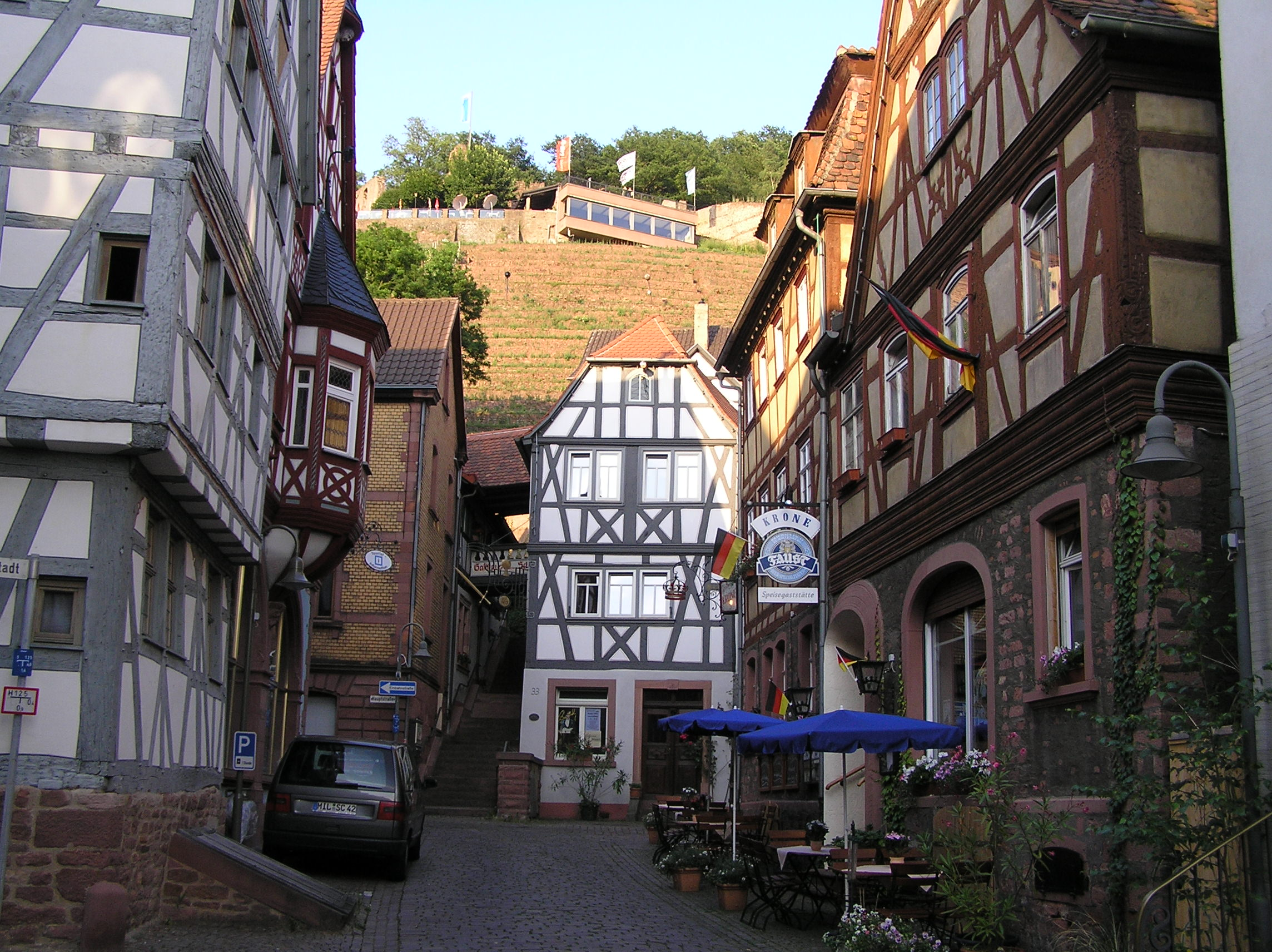
Altstadt
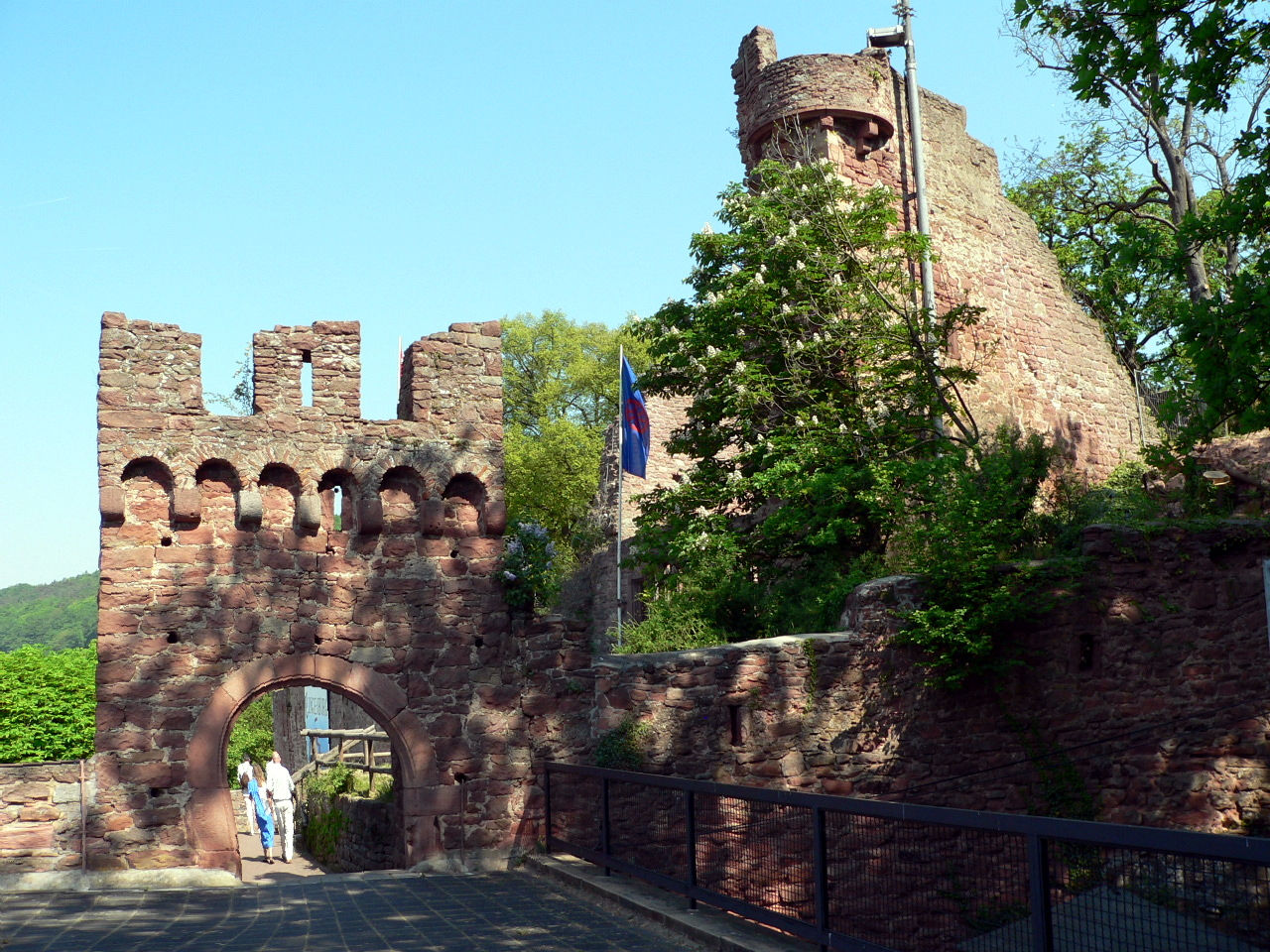
Clingenburg
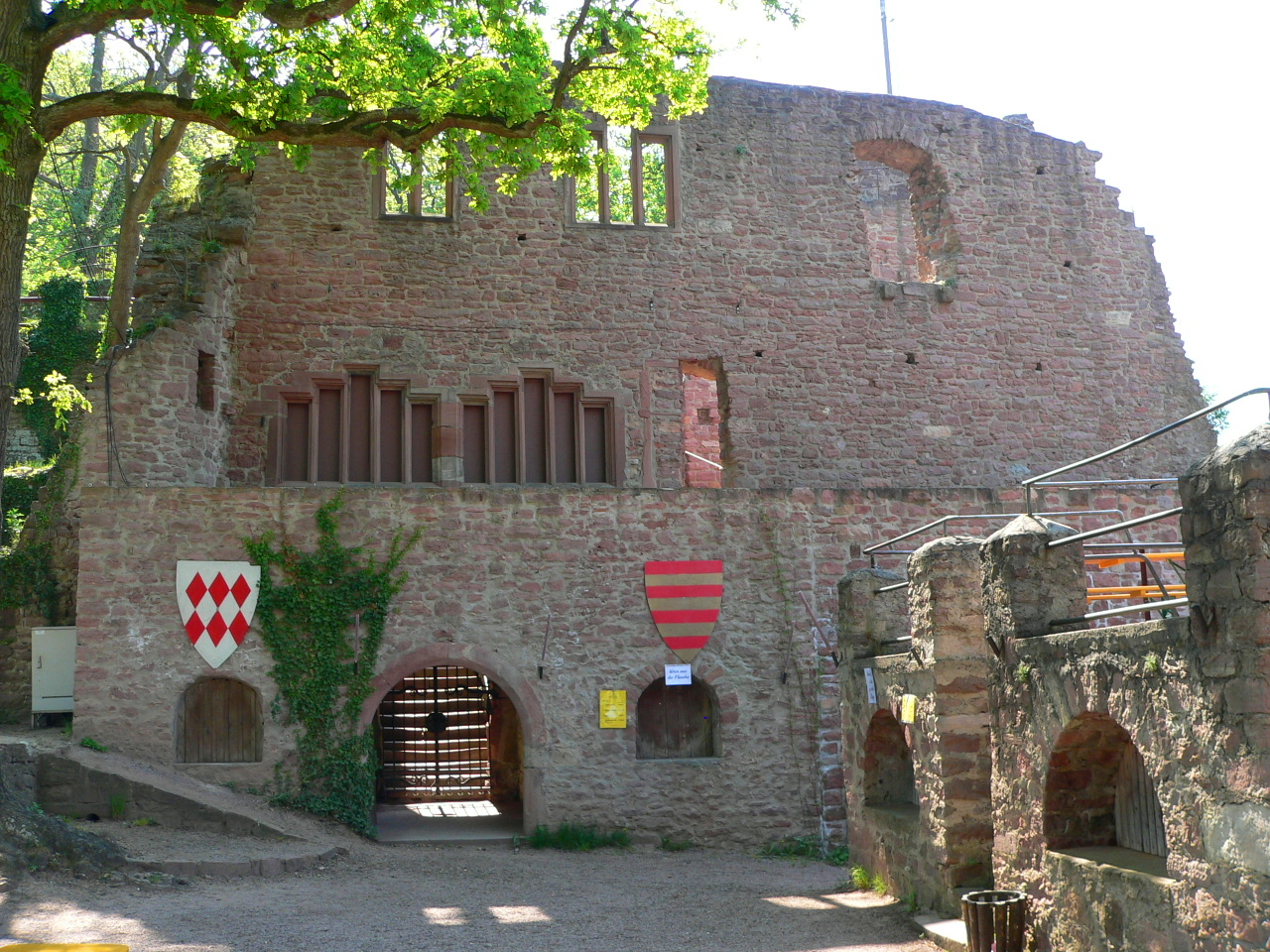
Clingenburg
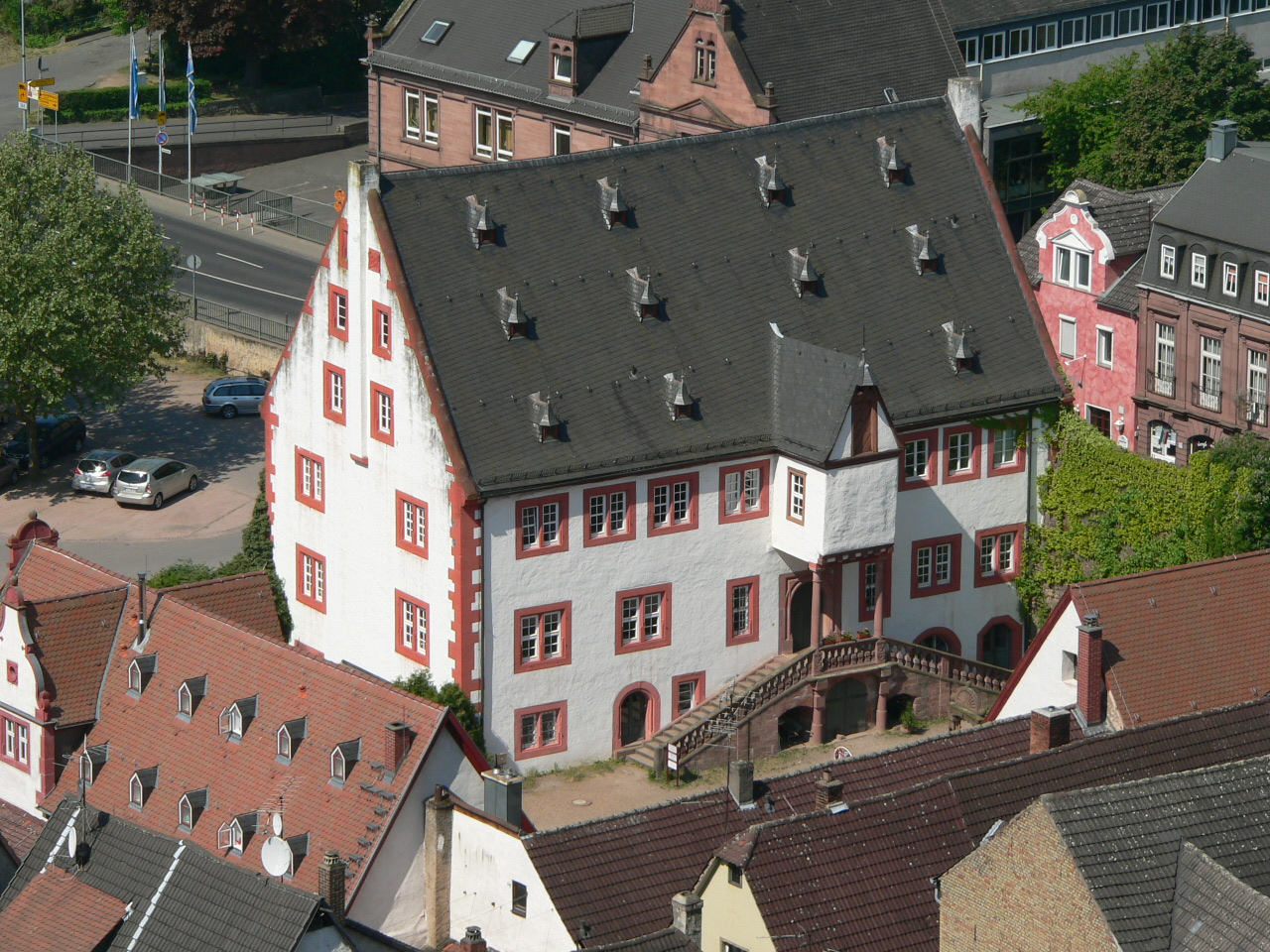
Stadtschloss
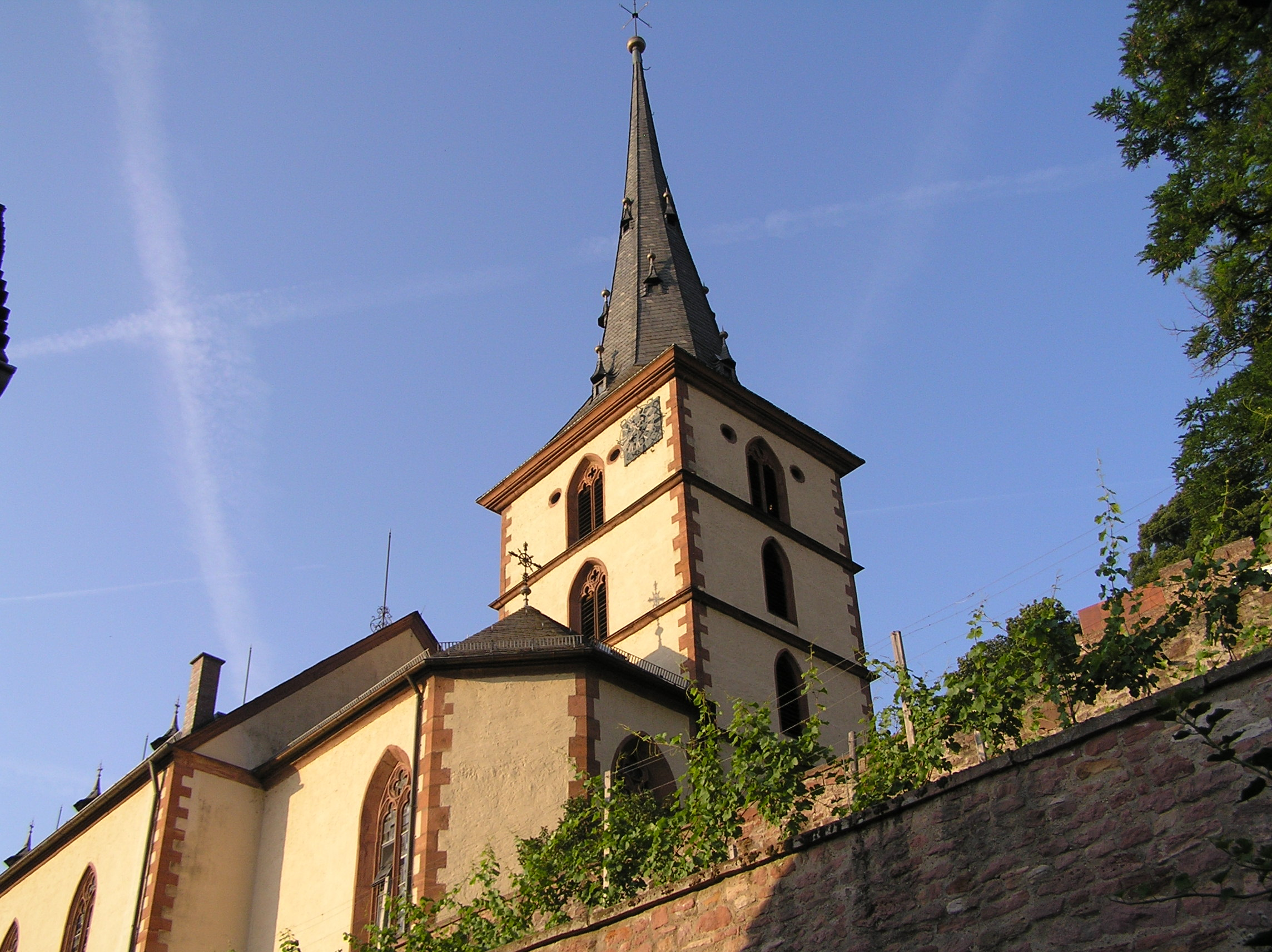
Pfarrkirche Klingenberg
Brunntorturm
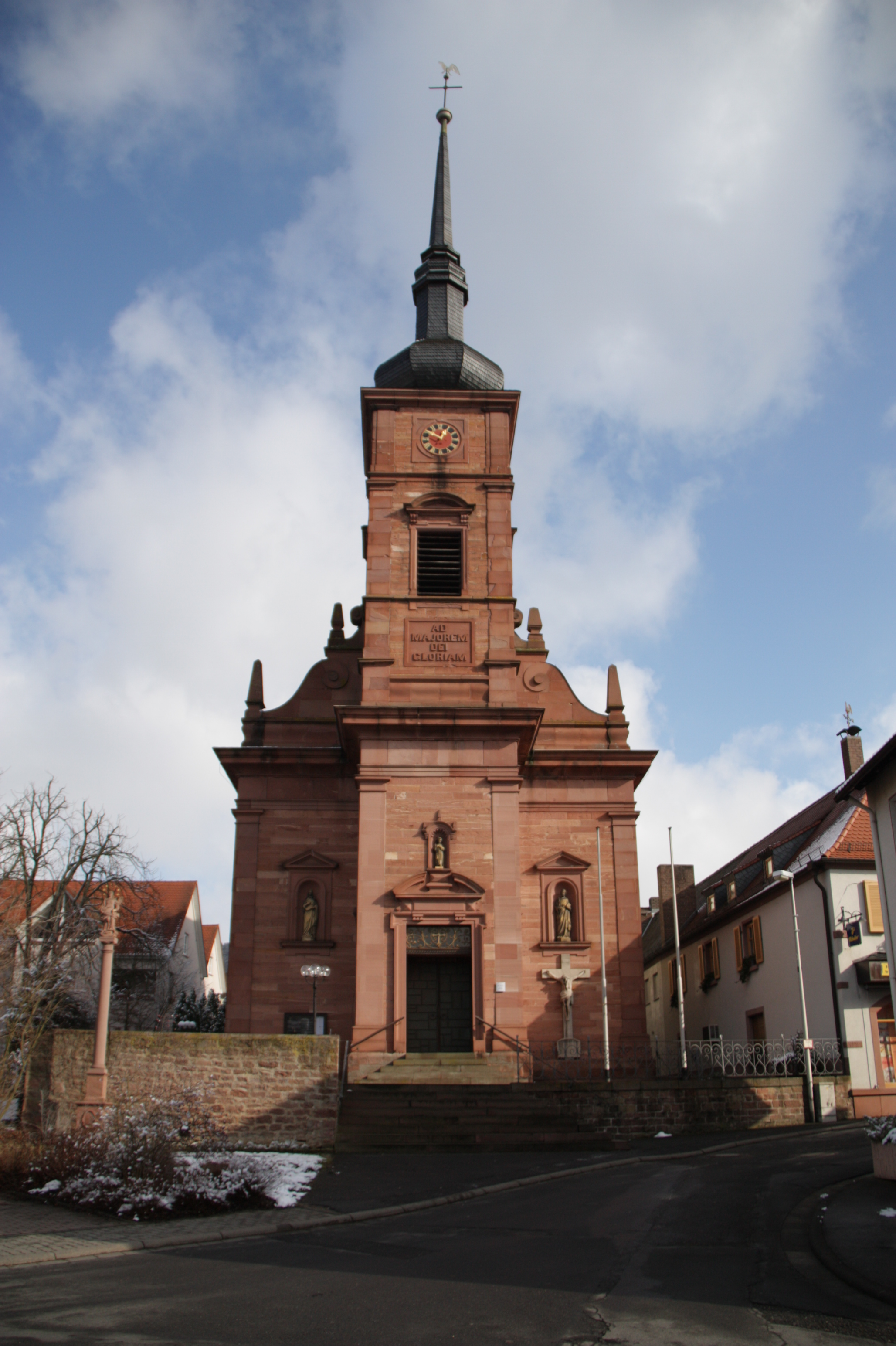
Pfarrkirche Röllfeld
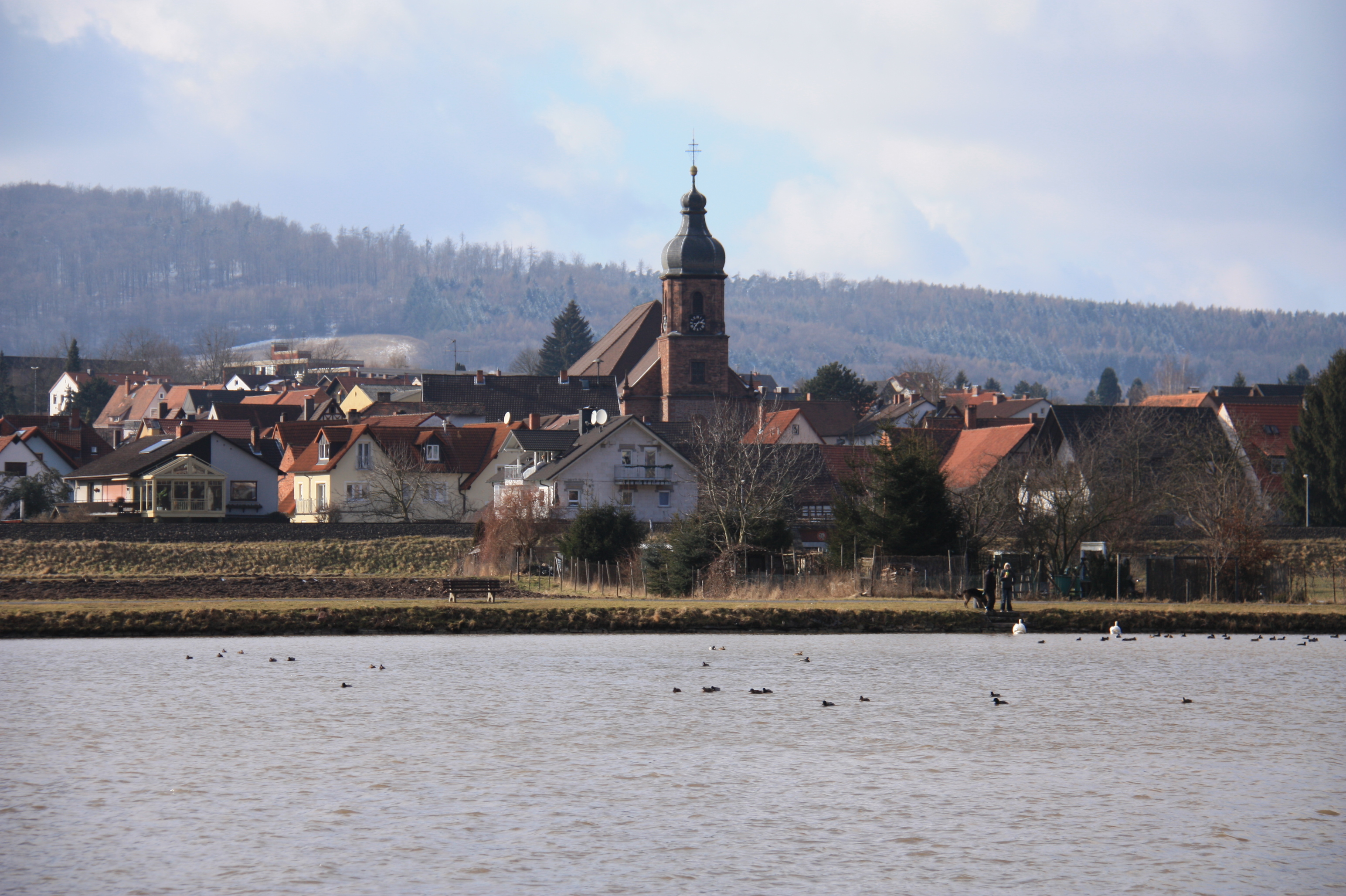
Trennfurt

## Esskastanien-Lehrpfad
Im Sommer 2011 wurde der „Esskastanien-Lehrpfad“ eingerichtet, ein von der Clingenburg ausgehender, 2,6 km langer Rundwanderweg über die Steige und die Alte Schanze mit 13 Erklärungstafeln. Zwischen 1892 und 1902 waren oberhalb der Rebhänge des Schlossberges auf ca. 10 ha Fläche versuchsweise Kastaniensamen ausgesät worden. Klingenberg hat deshalb heute mit noch etwa 8,5 ha Bestand den größten zusammenhängenden Esskastanienwald des Spessarts. Dass Reben und Kastanienhaine beieinander zu kultivieren nützlich ist, war bereits den Römern bekannt, es ist bis heute insbesondere in südlichen Weinanbaugebieten üblich. Früher war vor allem das besonders widerstandsfähige Kastanienholz begehrt, aus dem man Rebpfähle und Weinfässer herstellte. Heute schützt der Kastaniengürtel oberhalb der Klingenberger Rebhänge diese vor kalten Nordwinden, ist ein eigentümliches Biotop und ein landschaftlich anziehendes Wandergebiet. Es tragen nicht alle Bäume Frucht, was jedoch laut Erklärungstafel für den in wärmeren Klimazonen beheimateten Baum auch nicht anders zu erwarten ist.

## Religionen

### Christentum
Die Stadt ist mehrheitlich römisch-katholisch, die drei Pfarrgemeinden St. Pankratius in Klingenberg, Mariä Himmelfahrt in Röllfeld und St. Maria Magdalena in Trennfurt gehören zum Dekanat Obernburg innerhalb des Bistums Würzburg.
Älteste der drei Kirchen ist St. Pankratius im Stadtteil Klingenberg, das markant oberhalb der Altstadt steht. Der gotische Chorraum und die Sakristei stammen aus dem 15. Jahrhundert, der Kirchturm und das Langschiff wurden 1617 mit Geld aus dem Vermögen der Mutterkirche St. Michaelis in Grubingen errichtet. Ihren heutigen Grundriss und die spätgotische Ausstattung erhielt die Kirche Ende des 19. Jahrhunderts. Die beiden Kirchen in Röllfeld und Trennfurt stammen aus der Barockzeit (17. beziehungsweise 18. Jahrhundert); die Trennfurter Kirche wurde nach einem Brand 1975 infolge eines Blitzschlages teilweise neu gestaltet.

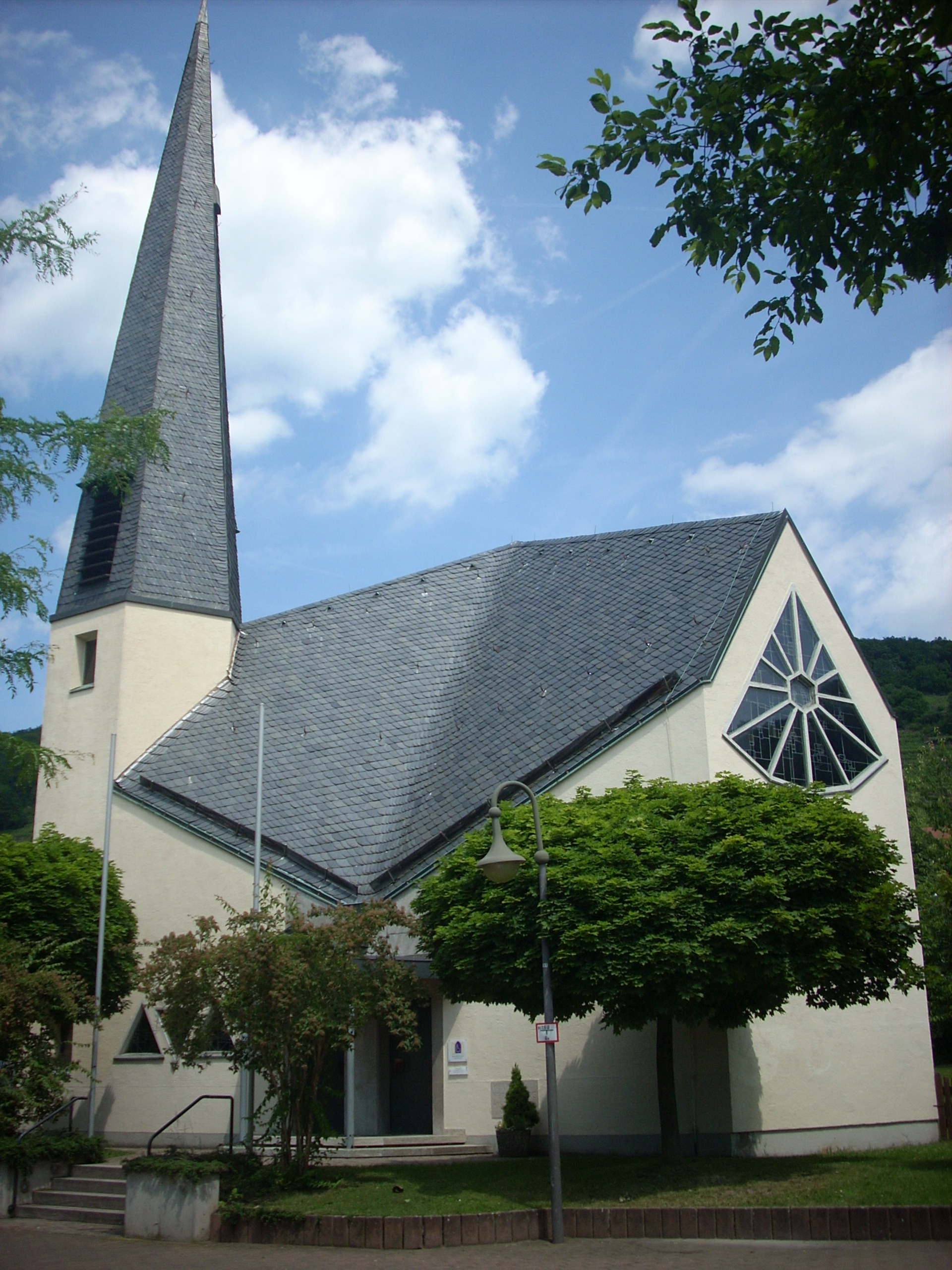
Evangelische Trinitatis-Kirche

Im Jahr 1927 errichteten die evangelischen Christen einen Betsaal für ihre Gottesdienste. Aus Platzgründen wurde durch den Architekten Franz Gürtner eine neue Kirche errichtet, welche am 5. Juni 1966 geweiht wurde. Wertvollster Ausstattungsgegenstand ist neben einer reinen Holz-Orgel mit 11 Registern von Henk Klop ein Buntglasfenster von Josef Reißl.

### Jüdische Gemeinde
Juden lebten nachweislich bereits im Mittelalter hier. Die Stadt wird 1298 in einer Liste der Orte aufgeführt, in denen sie beim sogenannten „Rintfleisch-Pogrom“ verfolgt wurden. Auch im 15. Jahrhundert werden Juden genannt, 1429 im Zusammenhang mit der Eintreibung der königlichen Judensteuer. 1461 war ein Jude aus Klingenberg eines Mordes beschuldigt worden. 1671 und 1700 wurden in Klingenberg sogenannte Judenlandtage abgehalten. Im Jahr 1900 zählte die jüdische Gemeinde 26 Personen, was etwa 2,0 % der Gesamteinwohnerzahl entsprach. Die jüdische Gemeinde besaß eine Synagoge in Form eines kleinen Betsaals und eine Religionsschule. Verstorbene wurden auf dem jüdischen Verbandsfriedhof in Reistenhausen begraben, der auch für Verstorbene aus Eschau, Fechenbach, Freudenberg, Mönchberg, Röllbach und Sommerau als Guter Ort diente. Im Ersten Weltkrieg fiel aus der jüdischen Gemeinde Gefreiter Berthold Fried (* 18. Oktober 1890 in Klingenberg, gefallen 11. August 1914); sein Name steht auf dem Kriegerdenkmal für die Gefallenen beider Weltkriege auf dem Friedhof der Stadt in der Wilhelmstraße.
Wegen des wirtschaftlichen Boykotts, der zunehmenden Entrechtung und der Repressalien gegen sie durch die Nationalsozialisten sind zwischen 1933 und 1939 bis auf drei Familien alle Juden aus Klingenberg emigriert. Beim Novemberpogrom 1938 wurden der Betsaal und die Wohnungen der verbliebenen jüdischen Familien verwüstet, die Bewohner deportiert. Verantwortlich hierfür waren etwa 50 Personen unter Führung des Klingenberger Bürgermeisters. Jüdische Männer wurden in „Schutzhaft“ genommen. Die verbliebenen jüdischen Bürger konnten die Schäden an der Synagoge nicht begleichen und mussten diese für 20 Reichsmark verkaufen. Laut dem Gedenkbuch „Opfer der Verfolgung der Juden unter der nationalsozialistischen Gewaltherrschaft in Deutschland“ des Bundesarchivs wurden zwischen 1939 und 1942 insgesamt zehn in Klingenberg geborene Menschen jüdischen Glaubens in Konzentrationslager deportiert und ermordet. Die jüdische Gemeinde Klingenberg war nach Ablauf des Jahres 1939 vollständig aufgelöst. Seit dem 9. November 2008 erinnert eine zuvor jahrelang im Klingenberger Rathauskeller lagernde Gedenktafel an den heute nicht mehr vorhandenen Betsaal. Klingenberg beteiligte sich am Projekt DenkOrt Deportationen 1941-1944 in Würzburg. Eine aus Sandstein gestaltete Koffer-Skulptur wurde auf dem neu gestalteten Synagogenplatz zwischen Hauptstraße und Mainstraße aufgestellt.

## Wirtschaft und Infrastruktur

### Unternehmen
Große Unternehmen sind WIKA, ein Hersteller für Druck- und Temperaturmesstechnik, in Trennfurt sowie der Lackhersteller Hemmelrath in Röllfeld. Neben der Industrie ist der Tourismus ein wichtiger Wirtschaftszweig. Die Stadt liegt an der Route der Industriekultur Rhein-Main.

### Weinbau
In Klingenberg werden etwa 30 ha Weinberge bewirtschaftet, deren teils uralte Terrassen das Erscheinungsbild der Stadt prägen. Es gibt hier drei Weinlagen, den „Schlossberg“ (25 ha) und den „Erlenbacher Hohberg“ (2 ha) auf der Klingenberger Seite sowie die Lage „Einsiedel“ (2 ha) im Stadtteil Trennfurt.
In den drei Stadtteilen gibt es rund 15 Winzer. Fast durchgehend finden die in Klingenberg traditionellen Häckerwirtschaften statt, dazu wechseln sich mehrere Winzer in regelmäßigen Abständen ab. In Klingenberger Lagen wird überwiegend (auf ca. 23 ha) Rotwein angebaut, wobei Spätburgunder und Blauer Portugieser dominieren. Bei den Weißweinen überwiegt die Sorte Müller-Thurgau.
Die auf das Mittelalter zurückgehende Terrassierung mit Trockenmauern aus Buntsandstein wurde 1986 unter Denkmalschutz gestellt. Schmale Mauer-Querterrassen wie hier am Ort mit einer Hangneigung von durchschnittlich 100 % und Zugängen über bis zu 250 Stufen können allein in Handarbeit bewirtschaftet werden und erfordern bis zu 2000 Arbeitsstunden pro Hektar und Jahr. Auf 10 % der Flächen (3 ha) werden Ökoweine erzeugt. Ein gesonderter „Museumsweinberg“ stellt seltene Rebsorten vor.
Seit 1950 findet einmal jährlich im August das Klingenberger Winzerfest statt, eines der größten Weinfeste der Region. Klingenberg liegt am Fränkischen Rotweinwanderweg.

### Klingenberger Ton
Der Klingenberger Ton entstand im Pliozän vor ca. 5 Millionen Jahren durch in den Buntsandstein versenkte Bodenlösungen. Er wurde zum Beispiel in der Bleistiftindustrie als Beimischung zu Graphit verwendet. Seit dem Anfang des 18. Jahrhunderts bis zur Schließung des Bergwerkes am 16. Dezember 2011 wurde er unter Tage abgebaut. Bis zum Ersten Weltkrieg war der Ertrag so hoch, dass die Stadt den Bürgern Steuerfreiheit und ein zusätzliches „Bürgergeld“ zwischen 200 und 400 Reichsmark gewähren konnte. Der begehrte Klingenberger Ton wurde bis in die Vereinigten Staaten und nach Indien exportiert.

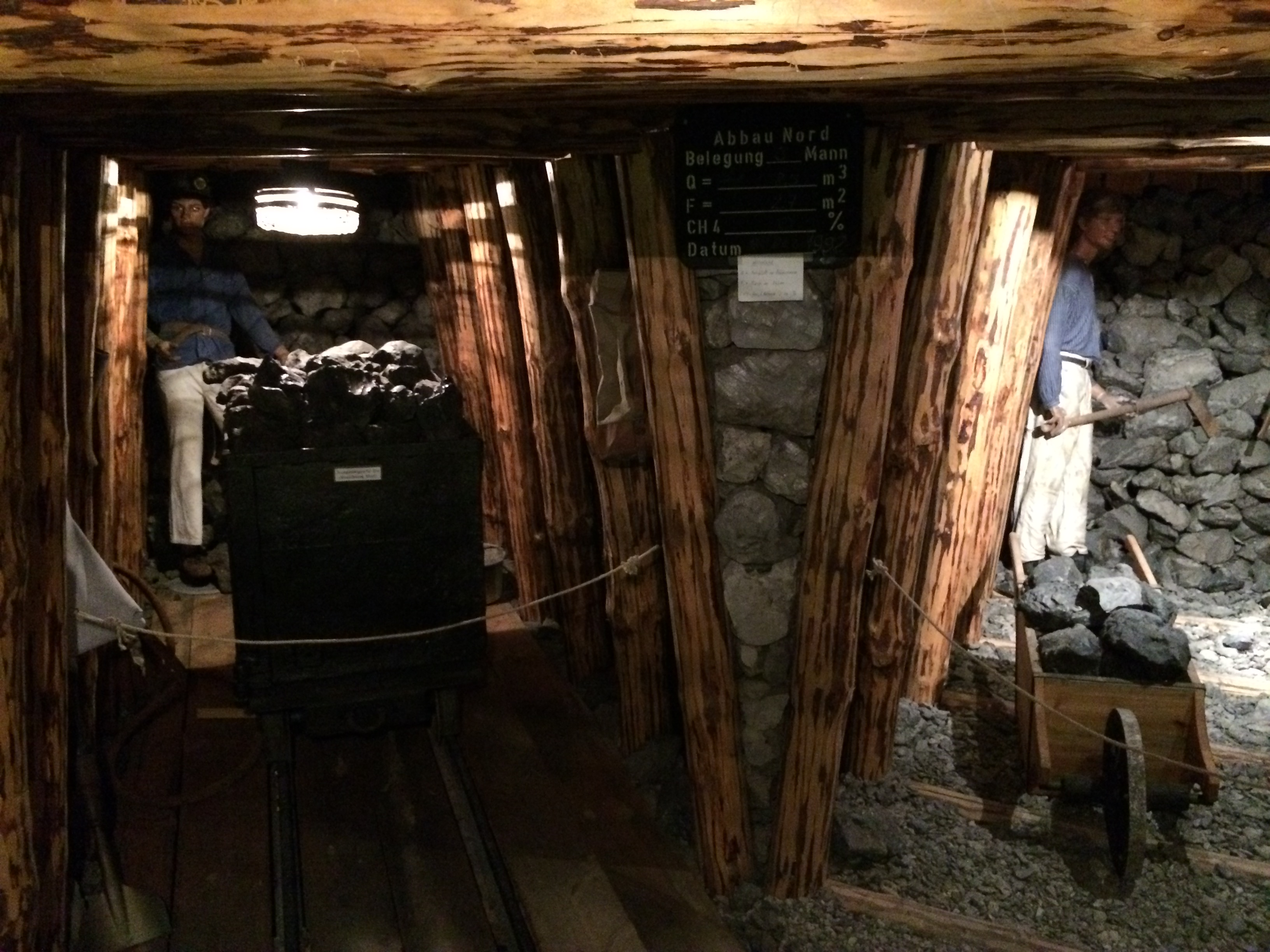
Schaustollen des Tonbergwerks Klingenberg im Weinbau- und Heimatmuseum Klingenberg

Das Tonbergwerk Klingenberg musste schließen, da es technisch auf dem Stand der 50er Jahre zurückgeblieben und unrentabel geworden war. Es fand keinen Investor, eine Modernisierung hätte Millionen Euro gekostet. Zuletzt arbeitete das Werk, das in seiner Blütezeit rund 80 Bergleute beschäftigt hatte, mit nur noch 9 Kumpeln, die am 16. Dezember 2011 den letzten vollen Hunt herausfuhren, eine vorweihnachtlich geschmückte Grubenlore.
Im Weinbau- und Heimatmuseum sind in zwei Schaustollen die historischen und zeitgenössischen Abbaumethoden dokumentiert. Unterstützt wird die Schau durch Exponate wie Grubenlampen, Keramik, Uniformen, Schriftstücke und eine Bleistiftsammlung.
Das stillgelegte Tonbergwerk befand sich am oberen Ende der Seltenbachschlucht. Die dort aufgegebenen Anlagen (Mundloch, Förderturm, Fabrikgebäude) sind noch vorhanden, derzeit aber weder erklärt noch zu besichtigen (Stand September 2012).

### Verkehr
Die von Klingenberg aus durchgehend vierspurige Bundesstraße B 469 verbindet die Stadt mit Aschaffenburg und den Autobahnen A 3 Frankfurt am Main-Würzburg, A 45 Dortmund-Aschaffenburg und A 66 Hanau-Fulda. Der Abschnitt in die Gegenrichtung nach Miltenberg ist nur zweispurig (2008), ein Ausbau der dicht befahrenen Straße auf drei Spuren wird jedoch geprüft. Durch Klingenberg führt die Staatsstraße 2309.
Klingenberg hat im Stadtteil Trennfurt einen Bahnhof an der Bahnstrecke Aschaffenburg–Miltenberg.

### Radwanderwege
Entlang dem Main führen durch den Stadtteil Trennfurt vier Radwanderwege:
- Der 225 km lange 3-Länder-Radweg ist ein Rundweg um das Dreiländereck von Hessen, Baden-Württemberg und Bayern. Entlang von Mümling, Neckar und Main erkundet die Route den Odenwald.
- Der Deutsche Limes-Radweg führt von Bad Hönningen durch Westerwald, Taunus und Odenwald zum 818 Kilometer entfernten Regensburg und hält sich dabei an die Trasse des Obergermanisch-Raetischen Limes.
- Der Main-Radweg folgt von den beiden Quellen des Mains dem Fluss hinab bis zu seiner Mündung in den Rhein bei Mainz. Er hat eine Gesamtlänge von etwa 600 Kilometern.
- Die D-Route D5 (Saar-Mosel-Main) zieht über 1.021 Kilometer von Saarbrücken über Trier, Koblenz, Mainz, Frankfurt am Main, Würzburg und Bayreuth bis zur tschechischen Grenze.

## Söhne und Töchter der Stadt
- Conradus Gernet de Clingenberg Mogont. dyos. (1486), Student an der Universität Heidelberg
- Bernhardus Gernert de Clingenberg Mogunt. dioc. (1498), Student an der Universität Heidelberg
- Reinhard von Hanau-Lichtenberg (1494–1537), nachgeborener Sohn des Grafen Philipp II. von Hanau-Lichtenberg und der Anna von Isenburg
- Franz Georg Wassmuth (1707–1766), Komponist, Würzburger Hofkapellmeister
- Franz Ludwig Christoph Ignatius Freiherr von Mairhofen (1721–1788), Fuldaischer Vizekanzler, Mitglied der Leopoldina
- Johann Valentin Adrian (1793–1864), Schriftsteller, Bibliothekar
- Ferdinand von Hutten (1793–1857), bayerischer Rittmeister und Mitglied der kurhessischen Ständeversammlung
- Friedrich von Hutten (1794–1876), Kammerherr, Rittmeister und Mitglied der kurhessischen Ständeversammlung
- Ferdinand Escherich (1810–1888), Arzt, Gerichtsarzt, Hochschullehrer und Kreismedizinalrat
- Anna Drathschmidt von Bruckheim (1837–1918), deutsch-österreichische Schauspielerin und Sängerin
- Christian Barthelmess (1854–1906), US-Soldat, Musiker und Fotograf
- Robert Wild (1875–1950), Verwaltungsjurist und Kommunalpolitiker
- Franz Richter (1882–1965), Landrat
- Ernst Dürig (1888–1951), Jurist, Senatspräsident am Bundesgerichtshof
- Werner Beierwaltes (1931–2019), Philosophieprofessor
- Dieter Pitthan (* 1941), 1990 bis 2008 Bürgermeister der Stadt Langen (Hessen)
- Rudolf Handwerker (1944–2024), Kommunalpolitiker (CSU) und Landrat des Landkreises Haßberge
- Willi Neuberger (* 1946), Fußballspieler, langjähriger Rekordbundesligaspieler
- Anneliese Michel (1952–1976), deutsche Studentin der Religionspädagogik, die nach einem mehrmonatigen Exorzismus an den Folgen extremer Unterernährung starb
- Ingo Holland (1958–2022), Koch

## Kurioses
Die Einwohner Klingenbergs werden auch „Klingenberger Spatzen“ genannt. Diese Bezeichnung wird von den Einheimischen selbst auch verwendet, so z. B. in dem noch in den 1970er Jahren von Schulkindern erlernten Lied „Wir Klingenberger Spatzen, wir sind vergnügt und froh!“ Der Neckname soll darauf zurückgehen, dass es in der ganzen Stadt keine Spatzen gebe, weil sie sich wegen des ausgedehnten Weinbaues und spärlichen Feldbaues dort nicht ernähren könnten.